# De aardappeleters

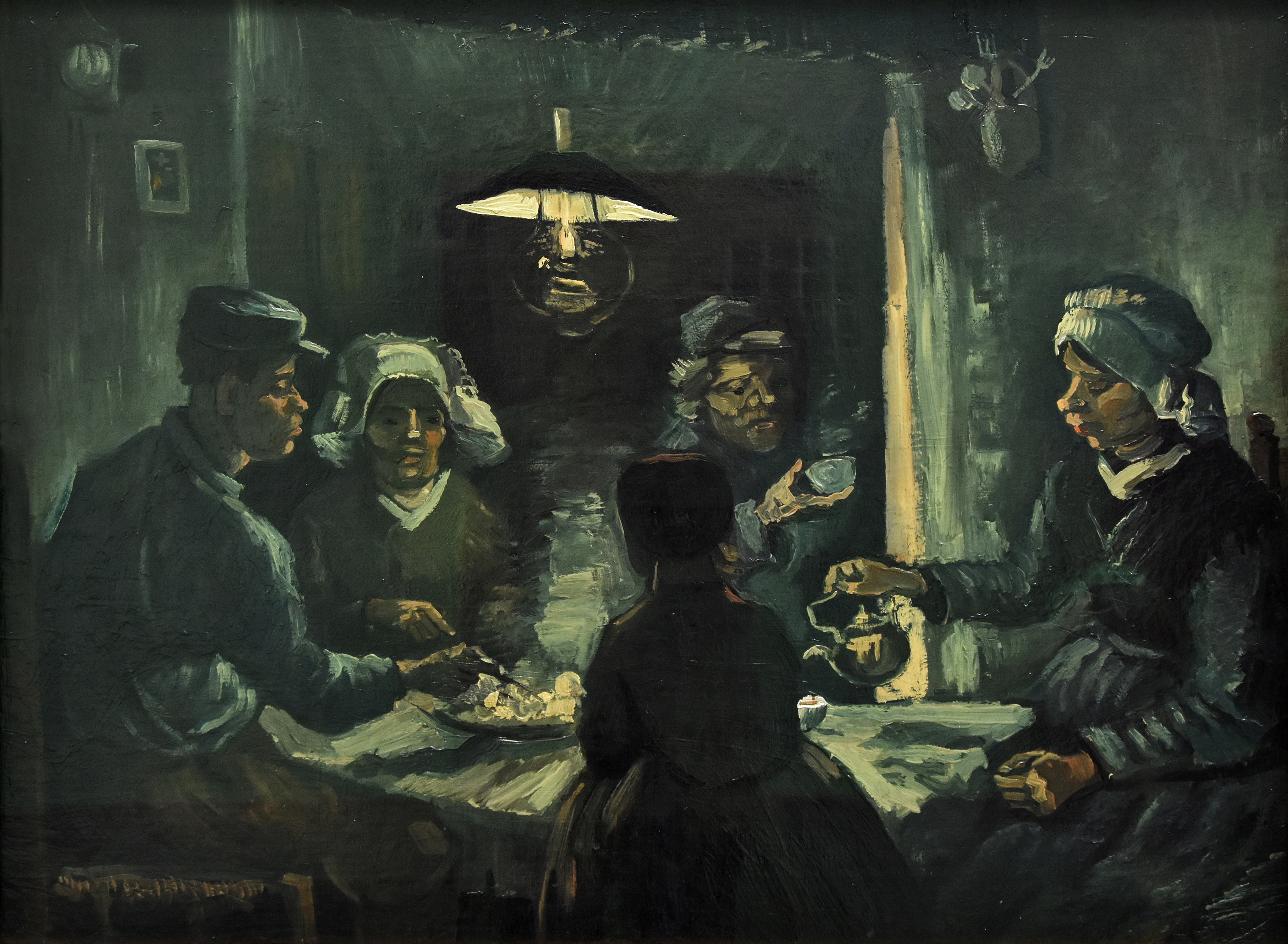
Tweede voorstudie van De aardappeleters in het Kröller-Müller Museum

De aardappeleters is een schilderij van Vincent van Gogh. Het is gemaakt in 1885 in Nuenen.
Van Gogh werd geïnspireerd door een schilderij dat Jozef Israëls enkele jaren eerder maakte van een boerenfamilie aan tafel voor een eenvoudige maaltijd. Van Gogh heeft meerdere studies gemaakt voordat hij aan het werk begon. Hij zocht telkens naar een nieuwe compositie en expressie.
Het doek is te zien in het Van Gogh Museum te Amsterdam. Een andere versie, de eerste nog niet geheel gerede versie, hangt in het Kröller-Müller Museum in Otterlo.
Voorafgaande aan de schilderijen maakte Vincent van Gogh een litho, die hij op 16 april 1885 bij Drukkerij Gestel & Zn. in Eindhoven rechtstreeks op steen tekende en daar liet afdrukken.
Enkele dagen later zond hij de eerste exemplaren naar zijn broer Theo in Parijs.